# Herbert Collum
Herbert Collum   (Leipzig, 18 de juliol de 1914 - Dresden, 29 d'abril de 1982) va ser un organista, clavecinista, compositor i director alemany.

## Biografia
Nascut a Leipzig, Collum va rebre educació secundària entre 1921 i 1929. Va continuar de 1930 a 1934 a l'Institut de Música de l'Església de Leipzig, on va estudiar orgue amb Karl Straube i Günther Ramin, piano amb Carl Adolf Martienssen, direcció coral amb Kurt Thomas i composició musical amb Johann Nepomuk David i Fritz Reuter. Ja el 1927 s'havia convertit en organista adjunt de la St. Matthäikirche Leipzig. De 1932 a 1935 va ser assistent de Ramin, Thomaskantor a la Thomaskirche. El seu nomenament el 1935 com a organista principal, "Kreuzorganist", a la Kreuzkirche de Dresden va marcar l'inici del seu període creatiu; va romandre en aquest càrrec fins a la seva mort l'abril de 1982 a 67 anys. El seu successor com a Kreuzorganiste va ser Michael-Christfried Winkler.
Al final de la Segona Guerra Mundial, Collum va fundar el seu propi cor el 1946, amb un conjunt de concerts dedicat. Per commemorar el 200 aniversari de la mort de JS Bach, va organitzar 24 concerts entre setembre de 1949 i agost de 1950, amb el cor Collum i membres de la Staatskapelle Dresden. Les actuacions van tenir lloc a l'església de Martin Luther a Neustadt i a l'església reformada, perquè la Kreuzkirche havia estat danyada per un incendi després del bombardeig de 1945.
| Fugue by J S Bach                                                                               |
|                                                                                                 |
| Fugue in G minor, BWV 542 performed by Herbert Collum on the Silbermann organ, Reinhardtsgrimma |
|                                                                                                 |

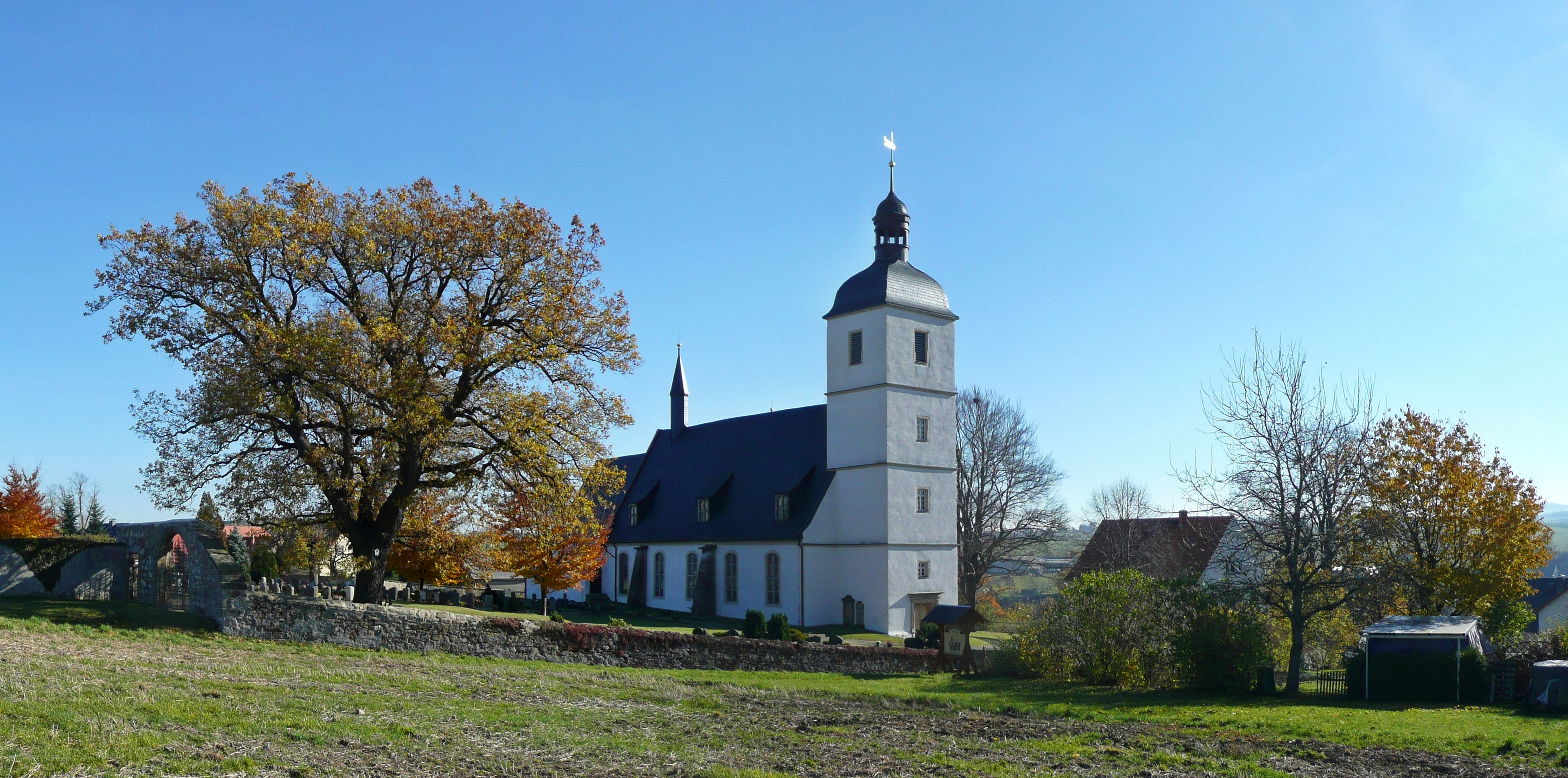
L’església del poble de Reinhardtsgrimma a Saxònia, on Collum actuava regularment a l'orgue Silbermann i més tard va ser enterrat

Com a Kreuzorganist, Collum també va assumir diverses funcions docents. De 1942 a 1945 i de nou entre 1954 i 1956, va ser professor al Conservatori de Dresden, on va ensenyar orgue de 1956 a 1958. També va ensenyar orgue a la Spandauer Kirchenmusikschule de 1949 a 1961, amb una càtedra el 1960. Va començar a assolir el clavicèmbal a la Musikhochschule Dresden el 1964, el mateix any que va ser nomenat com a jurat del Concurs Internacional Johann Sebastian Bach.
El 1942 es va casar amb la cantant i professora Herta Maria Böhme-Collum. Després d'un any Christian Collum va néixer: seguint els passos dels seus pares, esdevingué organista i músic d'església.
Collum va ser enterrat segons els seus últims desitjos a Reinhardtsgrimma. Va fer sovint concerts a l'orgue Silbermann a l’església del poble i va gravar la sèrie "Bach on Silbermann Organs". La tradició concertística que va fundar per ell s'ha continuat amb èxit sota la direcció de l'actual organista de Kreuz Holger Gehring, donant lloc a què l'orgue esdevingui un dels més coneguts de Saxònia.

## Honors i llegat
El 1973 Collum va rebre el Premi d'Art de la República Democràtica Alemanya. A Dresden, la Herbert-Collum-Straße va rebre el seu nom més tard. Els arxius d'Herbert Collum es conserven a la Biblioteca estatal i universitària de Dresden.

## Composicions

### Música orquestral
- Simfonia núm. 1, 1939
- Simfonia núm. 2, 1940
- Concert per a flauta i orquestra de cambra, 1944
- Concert en do major per a orquestra, primera actuació l'1 de juliol de 1953 per l'Orquestra Filharmònica de Dresden, dirigida per Franz Jung
- Concert en mi per a orquestra de corda, estrena el 28 de maig de 1955 per la Staatskapelle Dresden, dirigida per Franz Konwitschny
- Música concertant núm. 1, 1961
- Música concertant núm. 2, 1964
- Concert núm. 1 de Moritzburg, 1965
- Concert de Moritzburg núm. 2, 1968
- 5 concerts per a clavecí i orquestra de cambra
- Sinfonietta per a orquestra de cambra, 1974

### Obres d'orgue
- Totentanz - Variacions d'una antiga cançó popular: "És un segador, es diu mort", 1944
- Llibre d'orgue de la Kreuzkirche de Dresden, 1950
- Suite, 1952
- Suite d'orgue, 1962
- Toccata, 1964
- Suite Leksand, 1966
- Fantasia, 1969
- Suite Siljan, 1970
- Metamorfosi, 1970
- Fantasia sobre l'església de les campanes de la creu (EGAHD), 1973
- Concert per a orgue i orquestra, 1975 - estrena del 10 al 12 d'abril de 1975 per la Filharmònica de Dresden, director: Hartmut Haenchen
- Fantasia - Tríptic, 1975
- 2 concerts per a orgue i vibràfon, 1978
- "Media in vita" per a vibràfon i orgue - estrena l'11 de juny de 1979 a la Kreuzkirche Dresden

### Música de cambra
- Suite per a piano, 1945
- Sonata per a flauta i piano, 1954
- Noves peces per a piano (223 moviments), 1960–1962

### Música vocal
- 3 nadales, 1943
- Passió de Sant Joan, 1953
- Com la ciutat està tan desolada, 1956
- Perquè aquí no tenim cap ciutat permanent, 1959
- Te Deum, 1959
- Gran Saltiri, 1961
- Magnificat alemany, 1962
- Fantasia sobre Bach, 1964
- Motets i cants espirituals

### Música de teatre
- El príncep de Homburg (Heinrich von Kleist), música escènica dirigida per Fritz Wendel, Staatsschauspiel Dresden, 1955

## Enregistraments
- Metamorfosi per Orgel.[6] (1970)
- Kleine Messe für Positiv.[7]

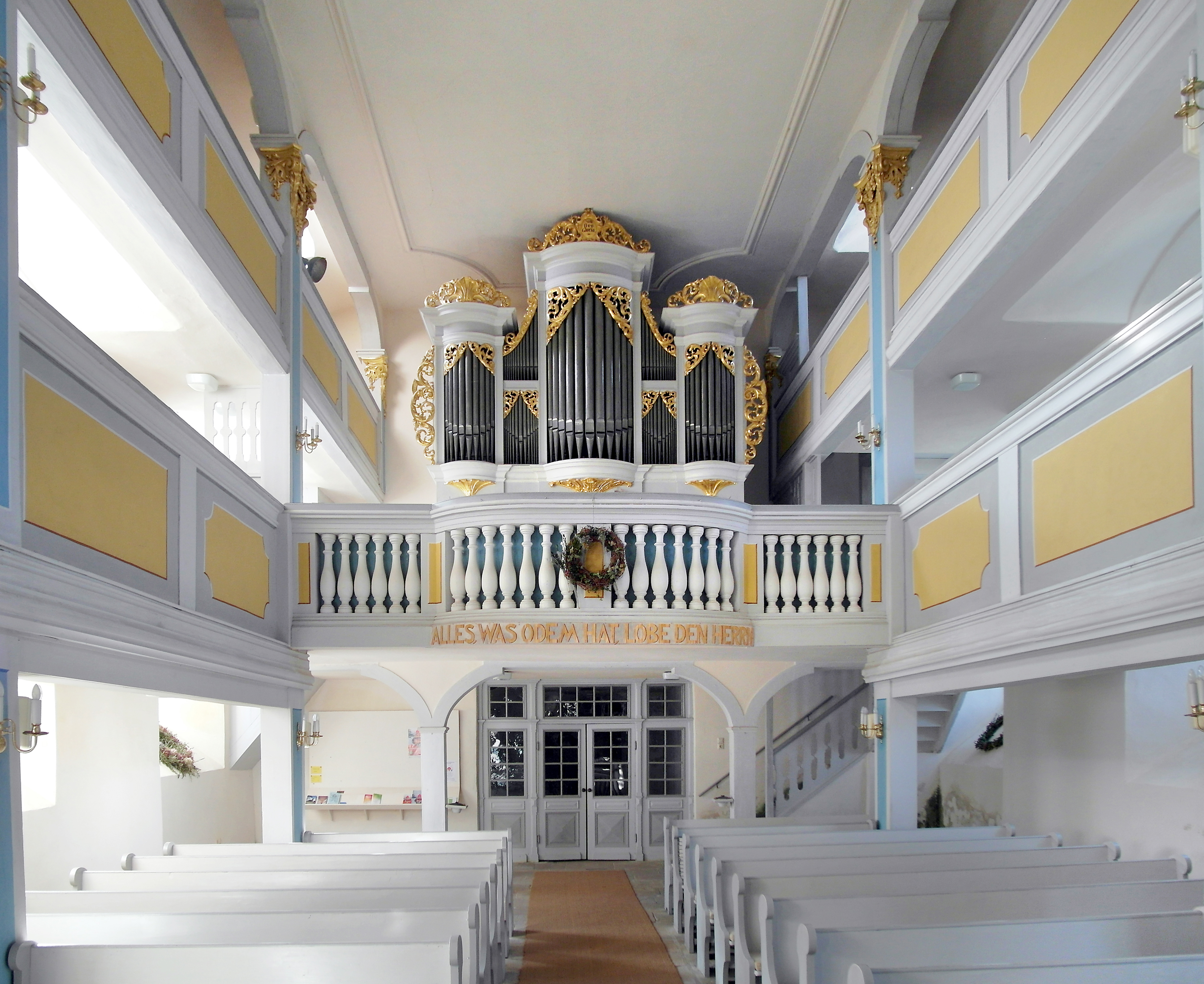
L'orgue Silbermann a l'església del poble de Reinhardtsgrimma, utilitzat per Collum en els seus enregistraments de les obres de Bach

- Totentanz: Variationen über ein altes Volkslied für Orgel "Es ist ein Schnitter, heißt der Tod".[8] (1979)
- Christum wir sollen loben: Weihnachts-Motette; kleine Choral-Partita für gemischten Chor a cappella.[9]
- Bach: Suiten Französische (1–6)
- Bach: Das Orgelwerk auf Silbermann-Orgeln
- Llista de 71 composicions de Collum a la Biblioteca Nacional d'Alemanya.[10]
- Gojowy, Detlef: "Suche nach Identität" - Kreuzorganist Herbert Collum.[11] a Die Dresdner Kirchenmusik im 19. und 20. Jahrhundert, editat per Matthias Herrmann, Laaber 1998, pp. 353 (Música a Dresden 3),ISBN 3-89007-331-X